# Nicholas Dante
Nicholas Dante (nome de batismo: Conrado Morales; Nova York, 22 de novembro de 1941 - Nova York, 21 de maio de 1991) foi um escritor e dançarino norte-americano.
Nova-iorquino de pais porto-riquenhos, Dante começou na carreira artística como dançarino em grupos de dança de musicais da Broadway. Em 1974, conheceu o coreógrafo Michael Bennett, que o convidou a participar das sessões gravadas de conversas com bailarinos e dançarinos da cidade, que resultaram no material base do musical fenômeno A Chorus Line, cujo livro escrito por ele e por James Kirkwood Jr. lhe rendeu o Tony Award e o Prémio Pulitzer de Teatro.
Suas experiências de vida contada nas sessões de gravação de Bennett, crescendo na pobreza e no isolamento por ser homossexual e fazendo papéis de drag queen para sobreviver, foram incorporadas ao monólogo do personagem Paul, no musical, e rendeu ao ator Sammy Williams, que interpretou o personagem, o Tony de ator coadjuvante de 1976.
Dante morreu aos 49 anos, por problemas decorrentes da contaminação com o vírus da AIDS.